# Bezzina
Bezzina est un patronyme juif maltais et italien.

## Étymologie
Son étymologie pose un problème. Pour Geoffrey Hull, le nom Bezzina viendrait de l'arabe Bizīnī. Selon Mario Cassar, il pourrait désigner une personne originaire de la ville sicilienne de Vizzini. D'autres le rapprochent du mot espagnol vecina « voisine ».

## Distribution du patronyme dans le monde
Selon le site Forebears, 1 546 personnes portaient ce nom à Malte en 2014. En dehors de Malte, le nom Bezzina se rencontre notamment en France et en Australie, au sein de la communauté maltaise (en). 
| Pays       | Nombre de personnes portant ce patronyme (2014) |
| ---------- | ----------------------------------------------- |
| Malte      | 1 546                                           |
| Australie  | 761                                             |
| France     | 514                                             |
| Tunisie    | 231                                             |
| Angleterre | 188                                             |

## Personnalités portant ce patronyme
Bezzina est un nom de famille  notamment porté par :

- Gianluca Bezzina (né en 1989), médecin et chanteur maltais ;
- Gilbert Bezzina (né en 1946), violoniste et chef d'orchestre français ;
- Anne-Charlène Bezzina (née en 1987), juriste constitutionnaliste française ;
- Luke Bezzina (en) (né en 1995), sprinter maltais ;
- Marcon Bezzina (en) (né en 1985), judoka maltais ;
- Steven Bezzina (né en 1987), joueur de football maltais.